# Gare d'Étampes
Ne doit pas être confondu avec Gare de Saint-Martin-d'Étampes.
La gare d'Étampes est une gare ferroviaire française de la ligne de Paris-Austerlitz à Bordeaux-Saint-Jean, située sur le territoire de la commune d'Étampes, dans le département de l'Essonne, en région Île-de-France.
C'est une gare de la Société nationale des chemins de fer français (SNCF) desservie par les trains du réseau TER Centre-Val de Loire ainsi que par la branche C6 du RER C.

## Situation ferroviaire
Établie à 89 mètres d'altitude, la gare d'Étampes est située au point kilométrique (PK) 55,863 de la ligne de Paris-Austerlitz à Bordeaux-Saint-Jean, entre les gares d'Étréchy et de Guillerval.
Gare de bifurcation, elle est également l'origine des lignes d'Étampes à Beaune-la-Rolande (partiellement déclassée) et d'Étampes à Auneau-Embranchement.

## Histoire
La station d'Étampes est officiellement mise en service le 5 mai 1843 par la Compagnie du chemin de fer de Paris à Orléans (PO), lorsqu'elle ouvre à l'exploitation les 102 kilomètres de sa ligne de Juvisy (Paris) à Orléans.
En 2010, la gare d'Étampes a été rénovée (pose de portillon d'accès, amélioration des systèmes d'information (écrans Infogare) et meilleure signalétique dans la gare et sur les quais.

### Ancien dépôt
La gare comportait en annexe un dépôt où étaient remisées à l'origine les locomotives qui poussaient certains trains dans la rampe de 8 ‰  sur 7 km d'Étampes dans la vallée de la Juine jusqu'à Guillerval sur le plateau de la Beauce, pourcentage relativement élevé au cours des premières décennies de la ligne avant l'augmentation de la puissance des machines. Par la suite, des locomotives des lignes secondaires affluentes de l'axe principal de Paris à Orléans, lignes d'Étampes à Auneau et d'Étampes à Beaune-la-Rolande y étaient affectées. Après l'abandon du dépôt, des destructions partielles ont réduit la demi-rotonde d'origine à un quart puis à un huitième en 1964. Les bâtiments des ateliers qui jouxtaient cette rotonde ont été détruits dans les années 1990 et remplacés par un parking.

Ancien dépôt d’Étampes
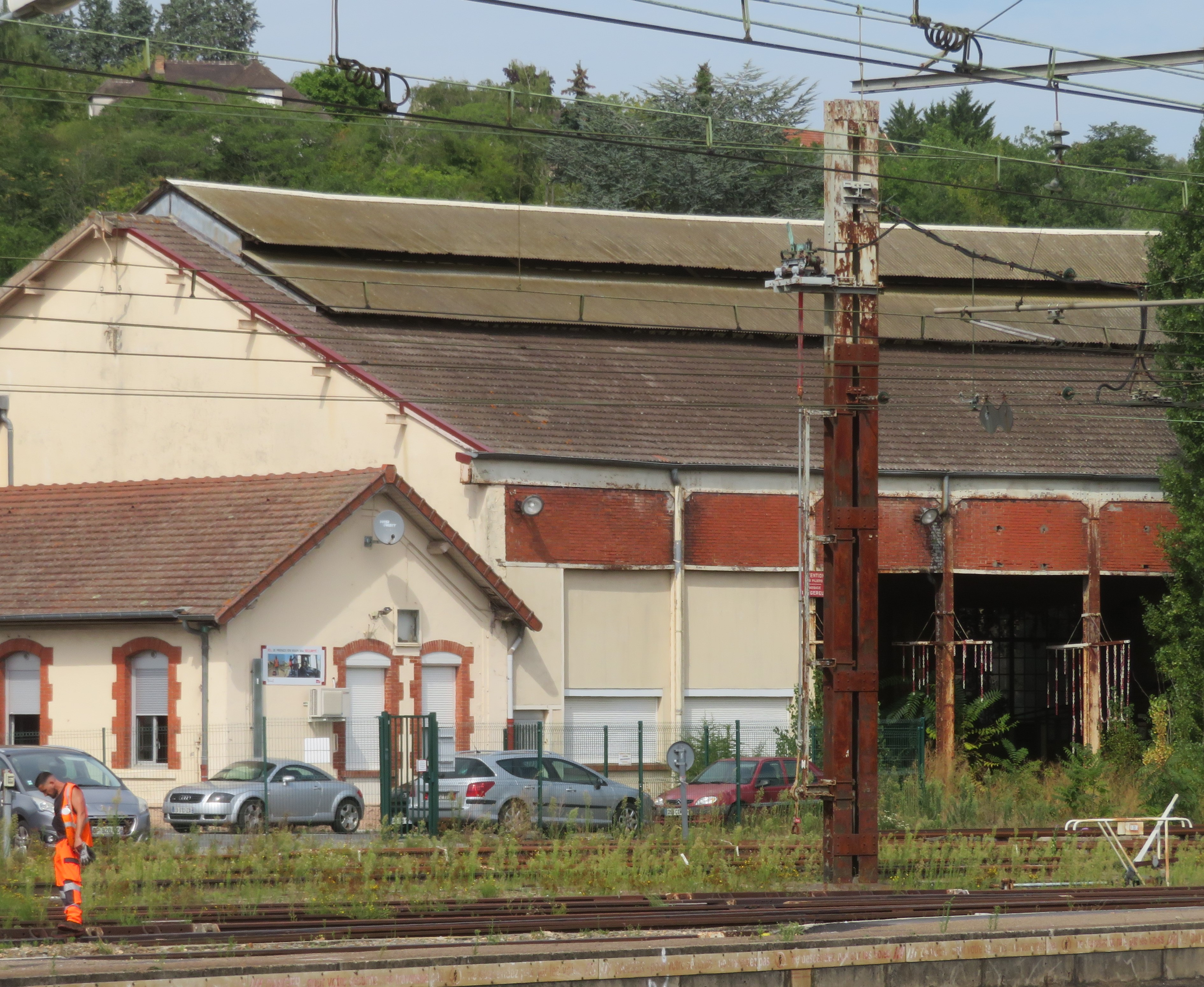
Ancienne rotonde vue d’un quai de la gare.
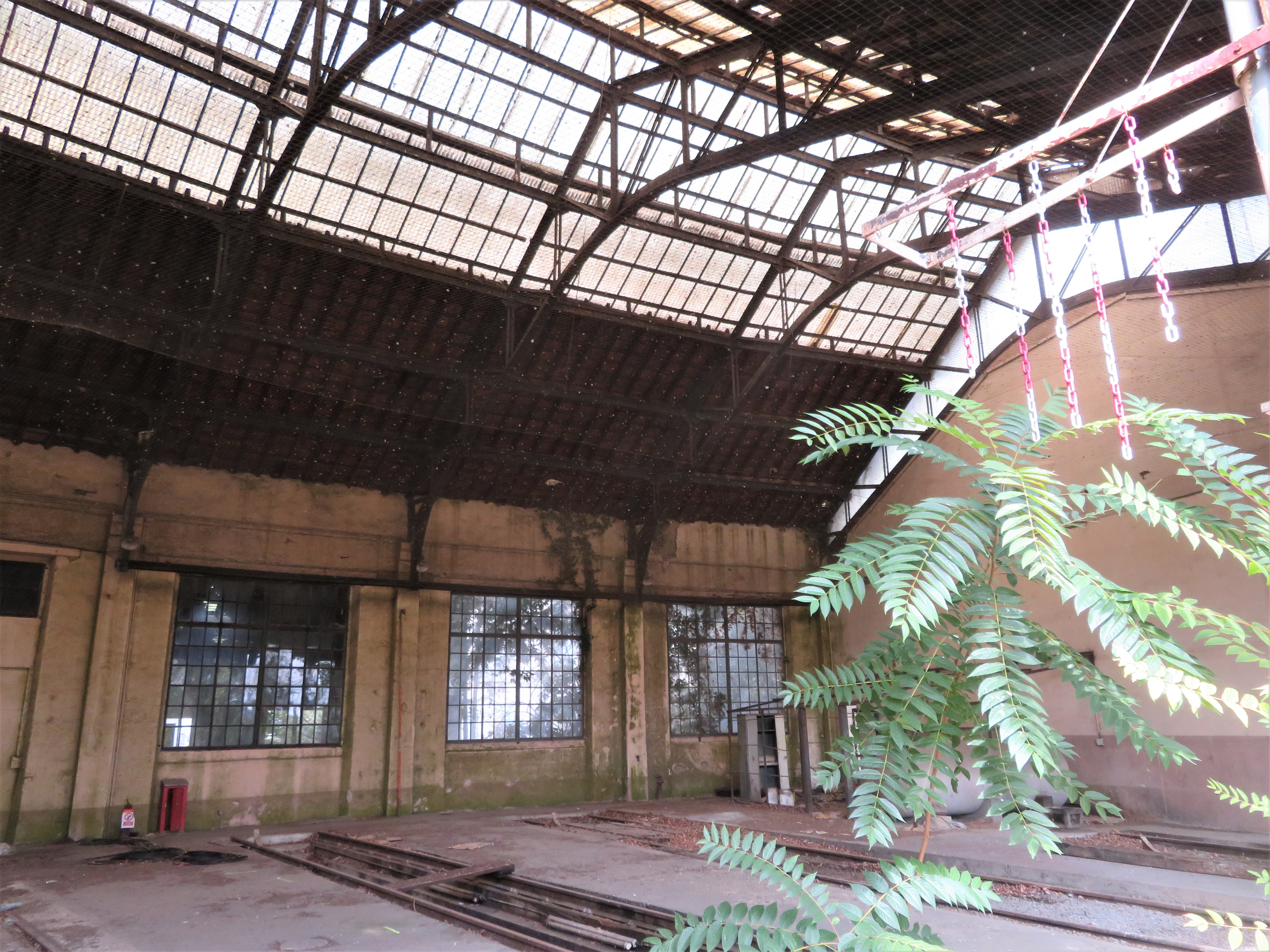
Intérieur de la rotonde.

### Fréquentation
Selon les estimations de la SNCF, la fréquentation annuelle de la gare figure dans le tableau ci-dessous.
| Année               | 2015      | 2016      | 2017      | 2018      | 2019      | 2020      |
| ------------------- | --------- | --------- | --------- | --------- | --------- | --------- |
| Nombre de voyageurs | 2 848 779 | 2 957 089 | 3 057 162 | 3 096 908 | 3 150 915 | 1 723 318 |

## Service des voyageurs

### Accueil
Elle est équipée de deux quais centraux et d'un quai latéral qui sont encadrés par cinq voies, ainsi que de voies de service. Le changement de quai se fait par un passage souterrain.

### Dessertes
La gare est desservie par :
- des trains du réseau TER Centre-Val de Loire (ligne Paris - Orléans), à raison de cinq allers et quatre retours[5]. Le temps de trajet est d'environ 31 minutes depuis Paris-Austerlitz et 1 heure 3 minutes depuis Orléans ;
- des trains du réseau RER C (branche C6), à raison[6] d'un train toutes les 30 minutes, sauf aux heures de pointe où la fréquence est d'un train toutes les 15 minutes. Le temps de trajet est d'environ 2 minutes depuis ou vers Saint-Martin-d'Étampes, 1 heure 10 minutes depuis ou vers Paris-Invalides et 1 heure 50 minutes depuis ou vers Saint-Quentin-en-Yvelines.

La gare est aussi le terminus d'une ligne d'autocars du réseau TER Centre-Val de Loire (ligne Angerville - Étampes). Le temps de trajet est d'environ 35 minutes depuis Angerville.

### Intermodalité

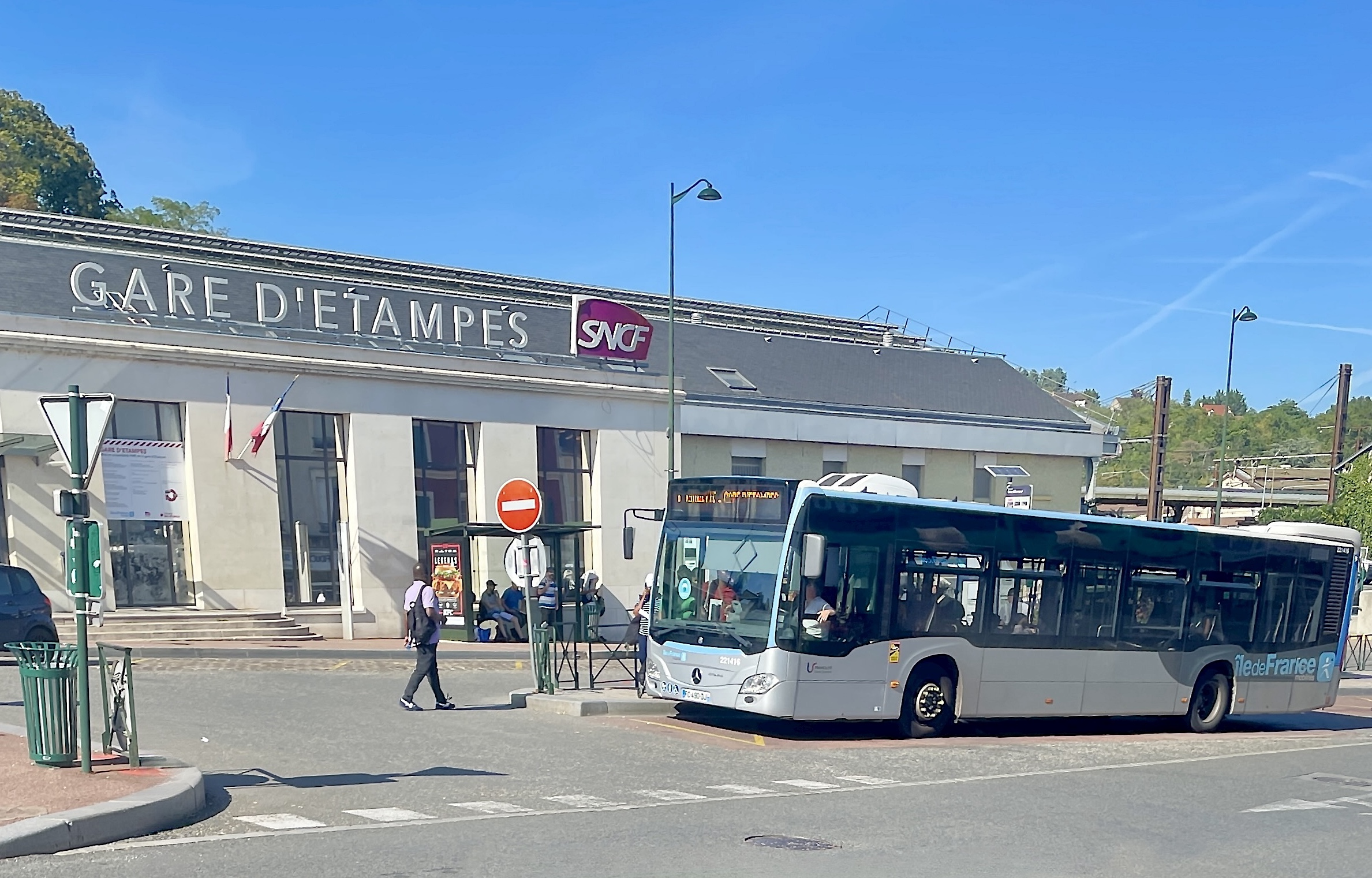
La gare est desservie par plusieurs lignes de bus.

La gare est desservie par les lignes 4401, 4402, 4403, 4404, 4407, 4408, 4409, 4410, 4411, 4413, 4414, 4415, 4441, 4442, 4457, Soirée Étampes et le service de transport à la demande du réseau de bus Essonne Sud Ouest, par les lignes 4342 et 4344 du réseau de bus Essonne Sud Est et par la ligne 25 du réseau Rémi 45.

## Service des marchandises
Cette gare est ouverte au trafic du fret.

## Galerie de photos

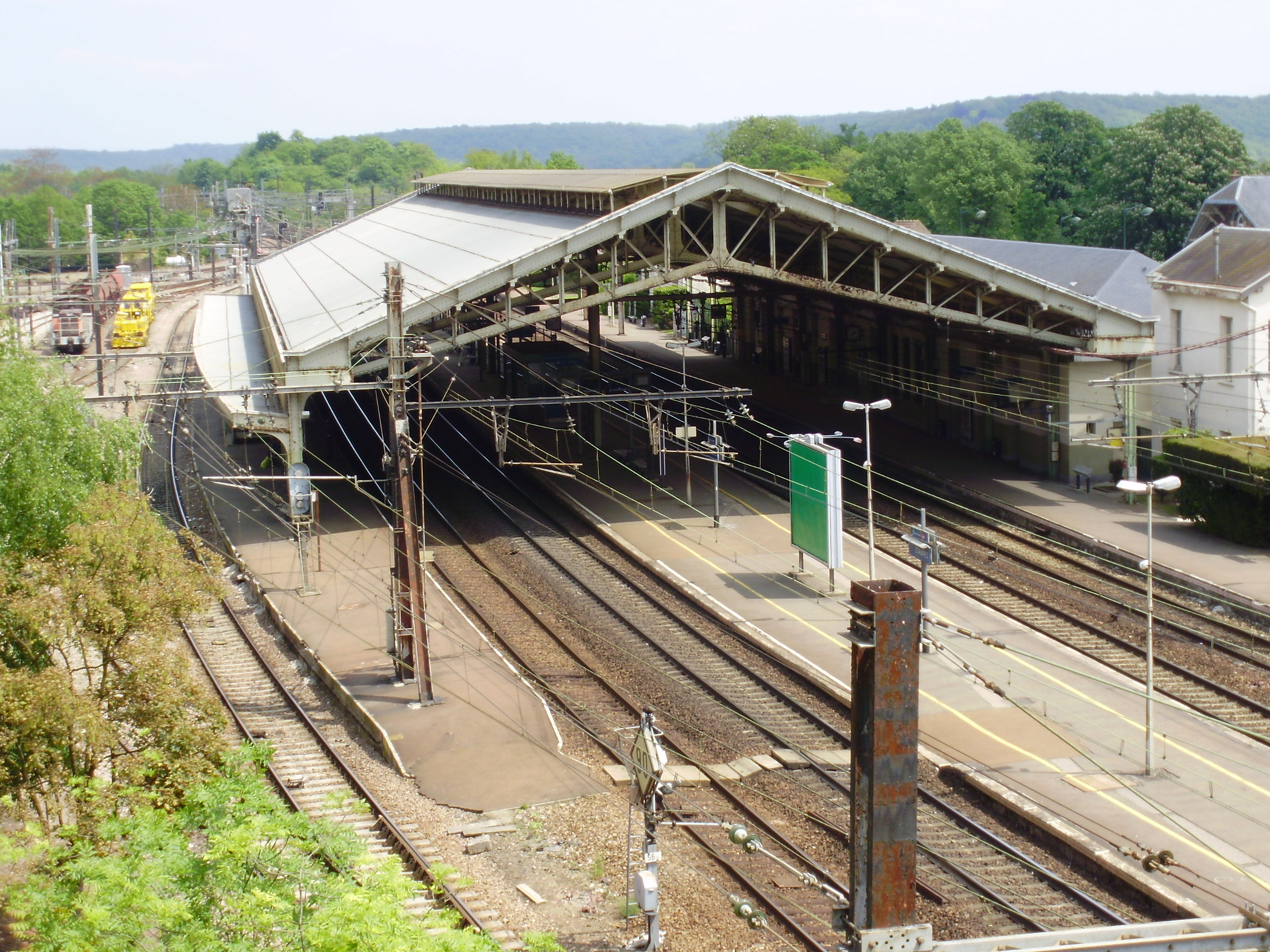
La marquise.
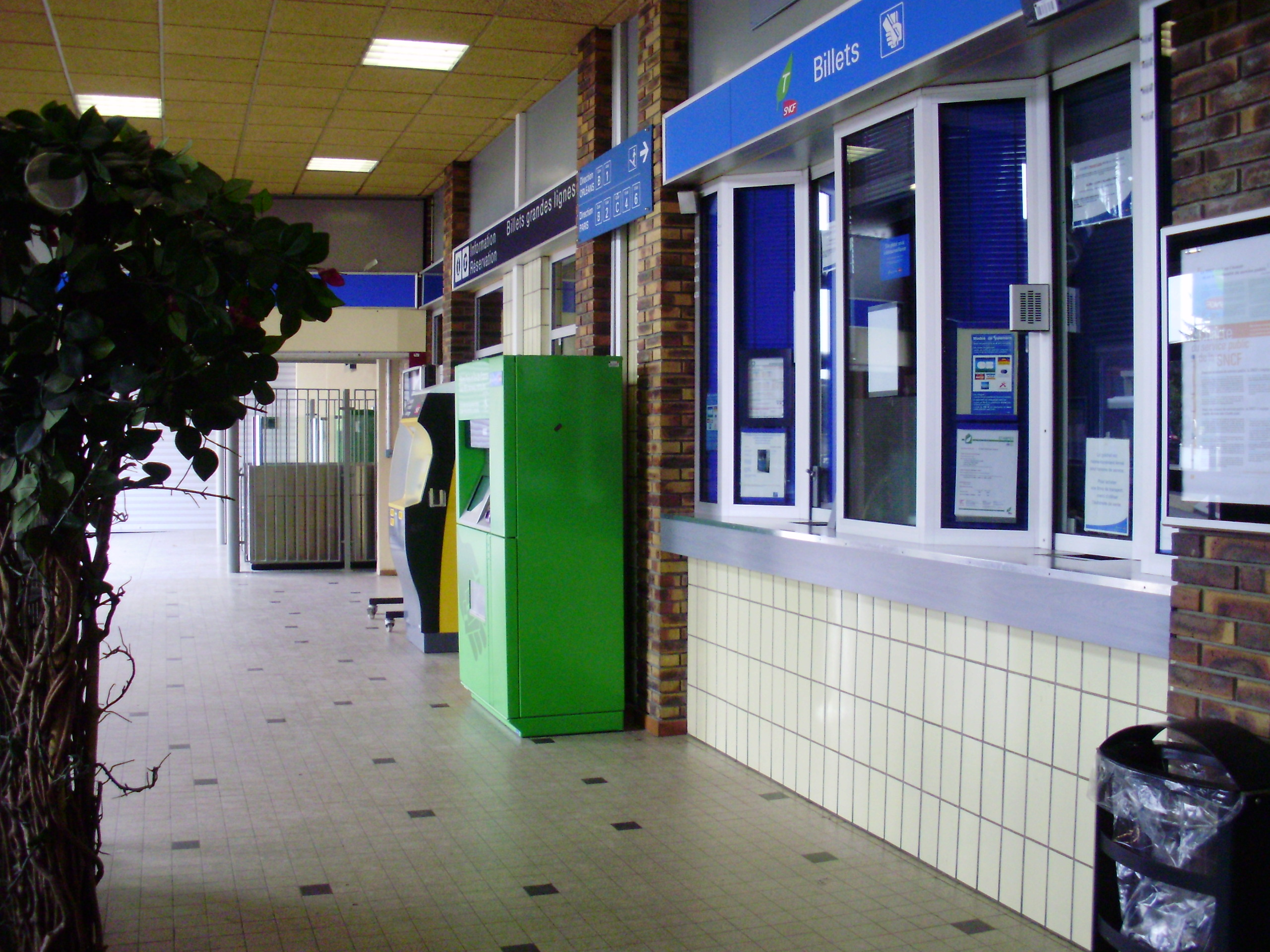
La billetterie.
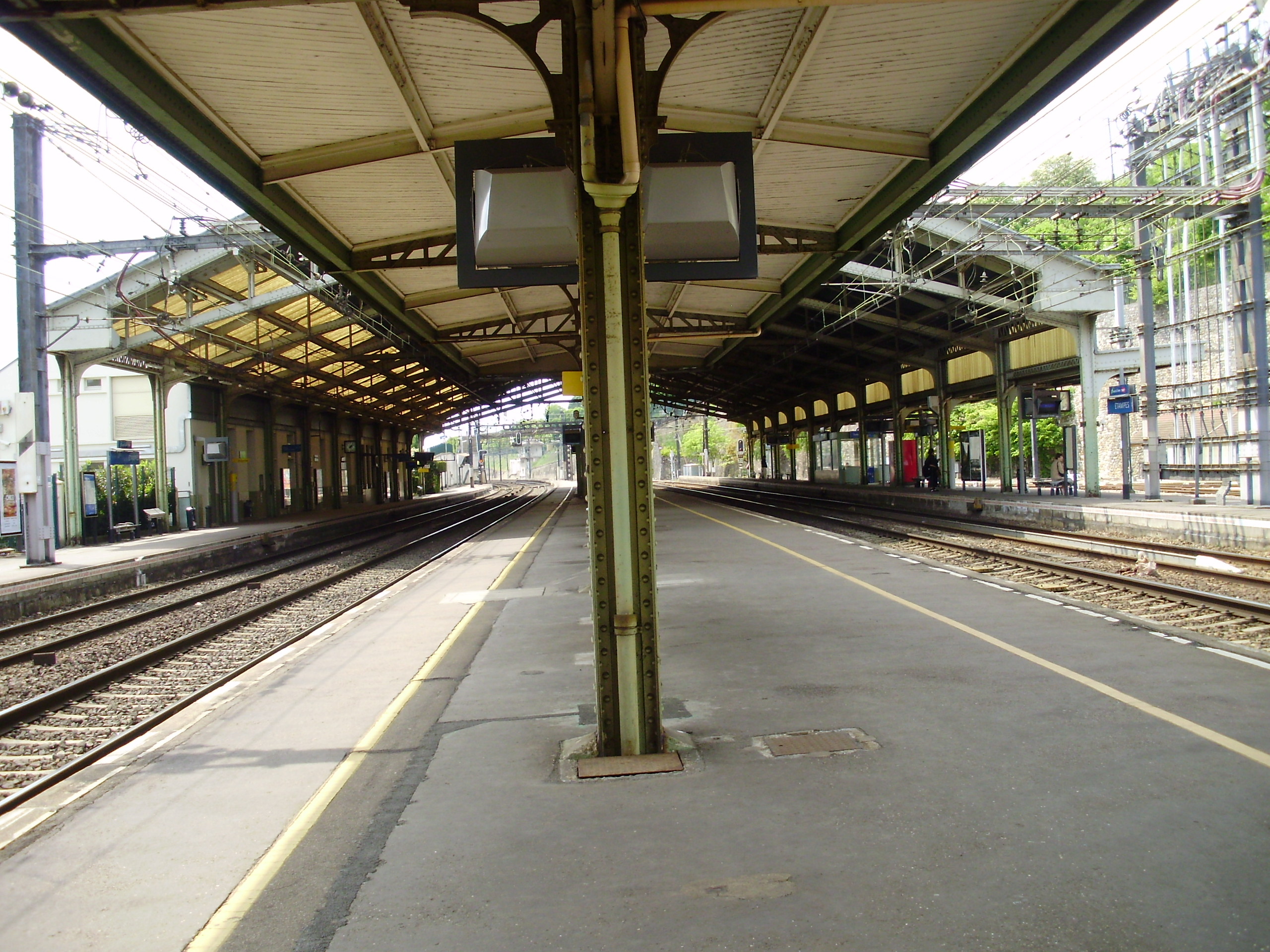
Vue vers Orléans.
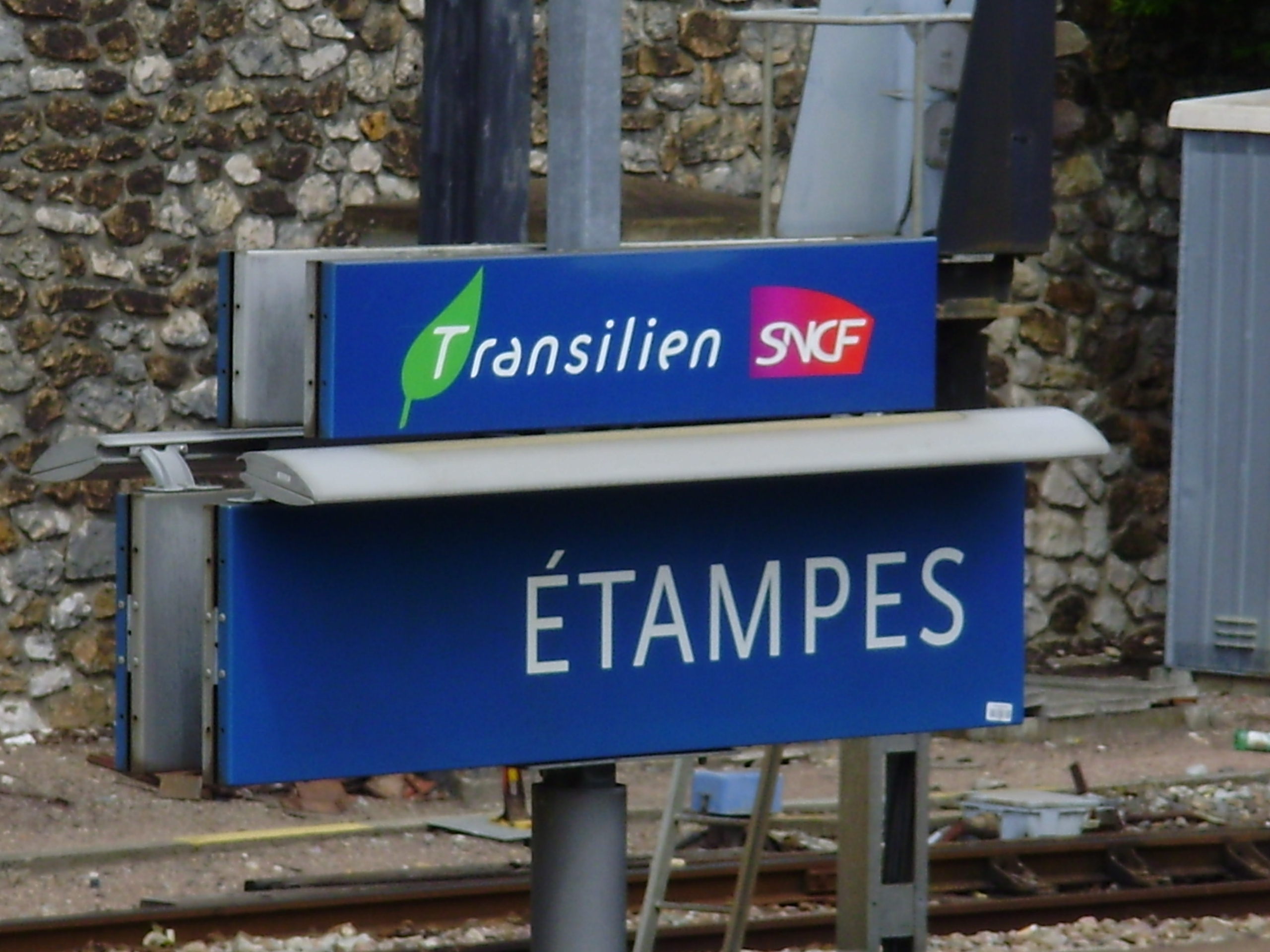
Panneau indiquant le nom de la gare.